# Sätertjärnen (Östervallskogs socken, Värmland, 662160-128450)
Sätertjärnen är en sjö i Årjängs kommun i Värmland och ingår i Göta älvs huvudavrinningsområde. Sjön är 12 meter djup, har en yta på 0,0691 kvadratkilometer och befinner sig 203,7 meter över havet.

## Delavrinningsområde
Sätertjärnen ingår i det delavrinningsområde (662355-128219) som SMHI kallar för Inloppet i Nipetjärn. Medelhöjden är 201 meter över havet och ytan är 21 kvadratkilometer. Räknas de 5 avrinningsområdena uppströms in blir den ackumulerade arean 119,2 kvadratkilometer. Ivarsbyälven som avvattnar avrinningsområdet har biflödesordning 3, vilket innebär att vattnet flödar genom totalt 3 vattendrag innan det når havet efter 279 kilometer. Avrinningsområdet består mestadels av skog (86 procent). Avrinningsområdet har 0,45 kvadratkilometer vattenytor vilket ger det en sjöprocent på 2,1 procent.